# Horacio Elizondo
Horacio Marcelo Elizondo (født 4. november 1963 i Argentina) er en fodbolddommer fra Argentina. Han dømte sommer-OL i Athen 2004. Han har også dømt Copa América, VM-kvalifikationen og ligaen i Argentina. Elizondo dømte også i VM 2006 i Tyskland, blandt andet i finalen mellem Italien og Frankrig. Dette var hans første VM.
Elizondo var den første som dømte både åbningskampen og finalen i VM. Han gav tidligere i finalen straffespark til Frankrig som de scorede mål på. Han gav rødt kort til Frankrigs Zinedine Zidane i VM-finalen efter at Zidane nikkede en skalle til Italiens Marco Materazzi under den anden forlængede spilletid.

## Karriere

### VM 2006
- Tyskland – Costa Rica  (gruppespil)
- Tjekkiet – Ghana  (gruppespil)
- Schweiz – Sydkorea  (gruppespil)
- England – Portugal  (gruppespil)
- Italien – Frankrig  (gruppespil)